# اومورا یوکو

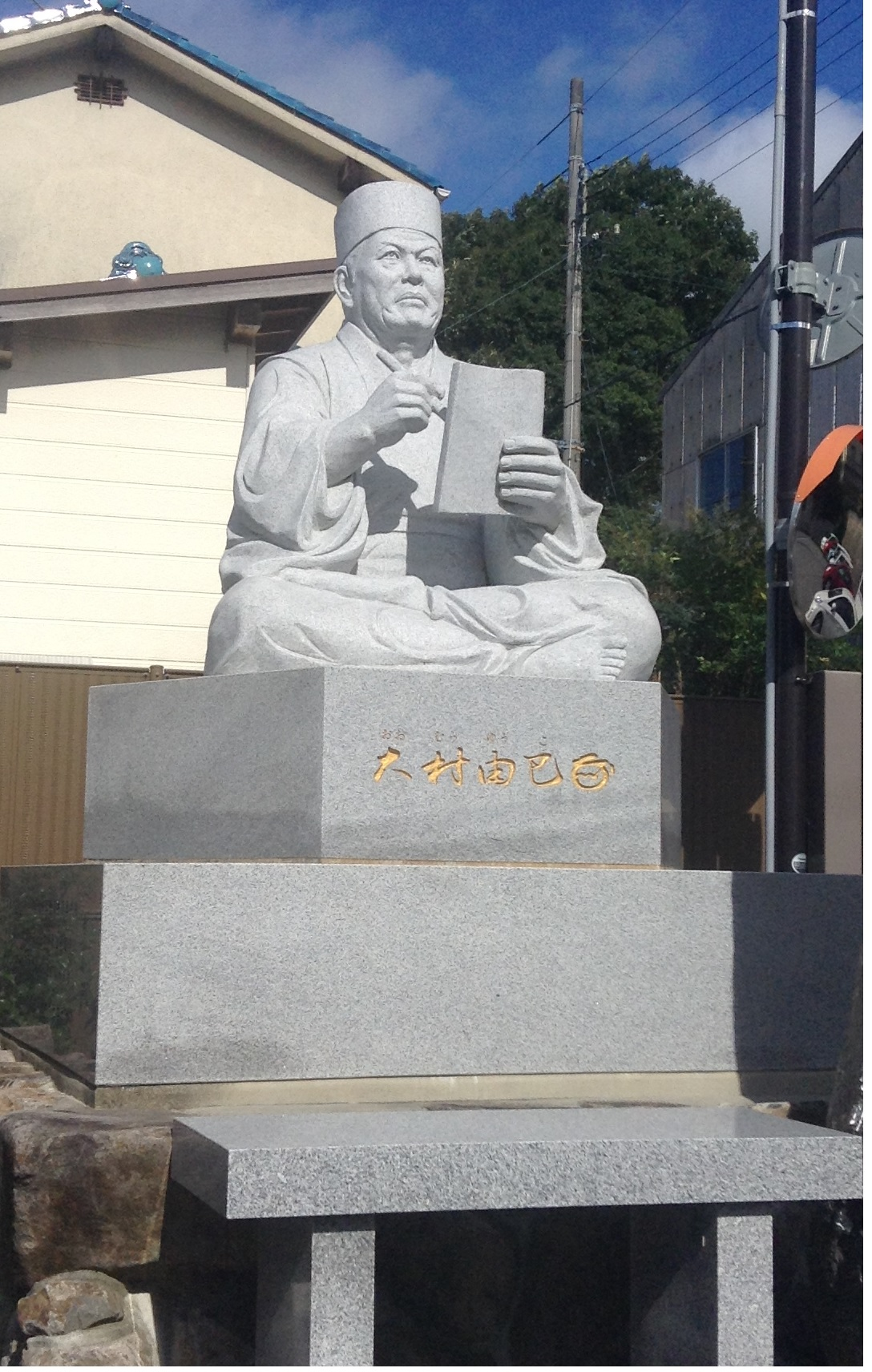
مجسمه اومورا یوکو

اومورا یوکو (به ژاپنی: 大村由己) (۱۵۳۶–۱۵۹۶) محقق، نویسنده در دوره سنگوکو و دوره آزوچی-مومویاما و از اهالی ولایت هاریما، شهر میکی در ژاپن بود. اومورا یوکو کتابی تاریخی در مورد زندگی تویوتومی هیده‌یوشی بنام «تنشوکی» (天正記) نوشته است. او در این کتاب بر عظمت هیده‌یوشی تأکید داشته و به عنوان به عنوان سخنگوی مشروعیت رژیم تویوتومی در آمده است.